# Seznam kulturních památek v Chlístovicích
Tento seznam nemovitých kulturních památek v obci Chlístovice v okrese Kutná Hora vychází z  Ústředního seznamu kulturních památek ČR, který na základě zákona č. 20/1987 Sb., o státní památkové péči, vede Národní památkový ústav jako ústřední organizace státní památkové péče. Údaje jsou průběžně upřesňovány, přesto mohou obsahovat i řadu věcných a formálních chyb a nepřesností či být neaktuální. 
Pokud byly některé části dotčeného území vyčleněny do samostatných seznamů, měly by být odkazy na tyto dílčí seznamy uvedeny v úvodu tohoto seznamu nebo v úvodu příslušné sekce seznamu.

## Chlístovice
|  |  | Hledat fotografie a kategorie ve Wikimedia Commons podle rejstříkového čísla památky | Nahrát snímek k tomuto tématu do úložiště Wikimedia Commons |  |

|  |  | Hledat fotografie a kategorie ve Wikimedia Commons podle rejstříkového čísla památky | Nahrát snímek k tomuto tématu do úložiště Wikimedia Commons |  |

|  | Kategorie „Church of Saint Andrew on Sion in Chlístovice “ na Wikimedia Commons | Hledat fotografie a kategorie ve Wikimedia Commons podle rejstříkového čísla památky | Nahrát snímek k tomuto tématu do úložiště Wikimedia Commons |  |

|  | Kategorie „Sion (castle) “ na Wikimedia Commons | Hledat fotografie a kategorie ve Wikimedia Commons podle rejstříkového čísla památky | Nahrát snímek k tomuto tématu do úložiště Wikimedia Commons |  |

## Chroustkov
| Památka                          | Fotografie        | Rejstříkové číslo v ÚSKP                                                             | Sídelní útvar                                               | Poloha                                        | Popis a poznámky |
| -------------------------------- | ----------------- | ------------------------------------------------------------------------------------ | ----------------------------------------------------------- | --------------------------------------------- | --- |
| Soubor dvou špýcharů (Q37161235) | \| \| \| \| \| \| | 24281/2-1010 Pam. katalog MIS                                                        | Chroustkov                                                  | u čp. 2 49°52′17,42″ s. š., 15°11′6,68″ v. d. | Sýpka - soubor dvou špýcharů · Poznámka: špýchary zanikly, dochovalo se pouze základové zdivo jednoho · Zapsáno do státního seznamu před rokem 1988. |
|                                  |                   | Hledat fotografie a kategorie ve Wikimedia Commons podle rejstříkového čísla památky | Nahrát snímek k tomuto tématu do úložiště Wikimedia Commons |                                               | |

## Kralice
| Památka             | Fotografie        | Rejstříkové číslo v ÚSKP                                                             | Sídelní útvar                                               | Poloha                                          | Popis a poznámky                                       |
| ------------------- | ----------------- | ------------------------------------------------------------------------------------ | ----------------------------------------------------------- | ----------------------------------------------- | ------------------------------------------------------ |
| Kovárna (Q33250029) | \| \| \| \| \| \| | 45387/2-1028 Pam. katalog MIS                                                        | Kralice                                                     | Kralice 35 49°51′59,77″ s. š., 15°9′9,61″ v. d. | Kovárna · Zapsáno do státního seznamu před rokem 1988. |
|                     |                   | Hledat fotografie a kategorie ve Wikimedia Commons podle rejstříkového čísla památky | Nahrát snímek k tomuto tématu do úložiště Wikimedia Commons |                                                 |                                                        |

## Svatý Jan t. Krsovice
| Památka                                  | Fotografie                                                                                 | Rejstříkové číslo v ÚSKP                                                             | Sídelní útvar                                               | Poloha                                | Popis a poznámky                                                        |
| ---------------------------------------- | ------------------------------------------------------------------------------------------ | ------------------------------------------------------------------------------------ | ----------------------------------------------------------- | ------------------------------------- | ----------------------------------------------------------------------- |
| Kostel svatého Jana Křtitele (Q38141282) | \| \| \| \| \| \|                                                                          | 30878/2-1030 Pam. katalog MIS                                                        | Svatý Jan t. Krsovice                                       | 49°51′25,04″ s. š., 15°8′58,32″ v. d. | Kostel sv. Jana Křtitele · Zapsáno do státního seznamu před rokem 1988. |
|                                          | Kategorie „Church of Saint John the Baptist (Svatý Jan t. Krsovice) “ na Wikimedia Commons | Hledat fotografie a kategorie ve Wikimedia Commons podle rejstříkového čísla památky | Nahrát snímek k tomuto tématu do úložiště Wikimedia Commons |                                       |                                                                         |

## Zdeslavice
| Památka                                   | Fotografie                                                                      | Rejstříkové číslo v ÚSKP                                                             | Sídelní útvar                                               | Poloha                                 | Popis a poznámky                                                           |
| ----------------------------------------- | ------------------------------------------------------------------------------- | ------------------------------------------------------------------------------------ | ----------------------------------------------------------- | -------------------------------------- | -------------------------------------------------------------------------- |
| Kaple svaté Anny se zvoničkou (Q38227696) | \| \| \| \| \| \|                                                               | 14716/2-3485 Pam. katalog MIS                                                        | Zdeslavice                                                  | 49°51′52,82″ s. š., 15°11′39,74″ v. d. | Kaple sv. Anny se zvoničkou · Zapsáno do státního seznamu před rokem 1988. |
|                                           | Kategorie „Saint Anne chapel in Zdeslavice (Chlístovice) “ na Wikimedia Commons | Hledat fotografie a kategorie ve Wikimedia Commons podle rejstříkového čísla památky | Nahrát snímek k tomuto tématu do úložiště Wikimedia Commons |                                        |                                                                            |

## Žandov
|  |  | Hledat fotografie a kategorie ve Wikimedia Commons podle rejstříkového čísla památky | Nahrát snímek k tomuto tématu do úložiště Wikimedia Commons |  |

|  |  | Hledat fotografie a kategorie ve Wikimedia Commons podle rejstříkového čísla památky | Nahrát snímek k tomuto tématu do úložiště Wikimedia Commons |  |